# ОШ „Сремски фронт” Шид
ОШ „Сремски фронт” Шид настала је интеграцијом две шидске основне школе, ОШ „Филип Вишњић” и ОШ „Бранко Радичевић”, са подручним одељењима у Адашевцима, Беркасову, Бачинцима, Кукујевцима и Гибарцу. Осим матичне школе, у саставу су подручна одељења у селима Беркасово, Моловин, Бикић До и Сот.
Школске 1982/83. године завршена је нова школска зграда у западном делу Шида и после седам година рада Основна школа „Сремски фронт” се дели на две основне школе. Ученици из источног дела града остају у старој школи која задржава свој ранији назив, а деца из западног дела Шида похађају новоформирану Основну школу „Јован Веселинов Жарко”.
Када је саграђена, школска зграда имала је осамнаест специјализованих учионица, пет кабинета (физика, хемија, биологија, музичка и ликовна култура), две радионице, једну салу за физичко васпитање површине и библиотеку.

## Награде и признања
За свој рад у области педагошке делатности, школа је добила већи број признања у виду похвала, захвалница, диплома, новчаних награда, од којих се издвајају:
- Покрајинска награда „Партизански учитељ” за изузетне резултате у васпитању и образовању, 1988. године,
- Повеља „Јован Поповић”, као друштвено признање за стваралаштво и рад од посебног значаја за неговање традиција народноослободилачког рата и социјалистичке револуције народа и народности Војводине, у области неговања традиција НОР-а, 1991. године,
- Општинска награда „6. децембар” за вредне резултате у раду, а поводом јубилеја двадесетогодишњице рада школе, 1995. године,
- Општинску награду „6. децембар” добио је и Пионирски одред „Јелица Станивуковић Шиља”, 1979. године, као и Саобраћајна секција, 1980. године,
- Светоникољско признање града Шида Тиму за уметност за постигнуте резултате на републичком нивоу 2о15. године.